# Genoa Cricket and Football Club 1999-2000
Questa voce raccoglie le informazioni riguardanti il Genoa Cricket and Football Club nelle competizioni ufficiali della stagione 1999-2000.

## Stagione
Nella stagione 1999-2000 il Genoa disputa il campionato di Serie B, raccoglie 57 punti, con il sesto posto di classifica. Un campionato a due facce quello del grifone genoano in questa stagione a cavallo dei due secoli, una prima faccia tribolata, del Genoa affidato a Delio Rossi fino a metà febbraio, con i rossoblù quart'ultimi con 24 punti, impelagati in piena zona retrocessione, e quello spumeggiante del Genoa affidato a Bruno Bolchi, che nelle ultime 16 partite mette insieme 33 punti, facendo meglio di tutta la cadetteria. La somma di queste due facce sono il sesto posto finale e tanto rammarico. Ottima la stagione di Cosimo Francioso autore di 28 reti, delle quali 4 in Coppa Italia e 24 in campionato, che con questa performance ha anche vinto il titolo di miglior marcatore stagionale della Serie B, con 14 centri lo ha ben spalleggiato Marco Carparelli. Nella Coppa Italia il Genoa supera il girone 3 preliminare, eliminando Empoli Monza e Lumezzane, poi nel secondo turno viene eliminato nel doppio turno dal Cagliari, sperimentando il doppio arbitraggio, una innovazione provata solo in questa stagione, dal secondo turno fino alle finali comprese, della Coppa Italia.

## Organigramma societario
Area direttiva
- Presidente: Gianni Scerni

Area tecnica
- Allenatore: Delio Rossi, poi Bruno Bolchi

## Rosa
| N. |                           | Ruolo | Calciatore            |
| -- | ------------------------- | ----- | --------------------- |
| 1  | Italia (bandiera)         | P     | Salvatore Soviero     |
| 2  | Italia (bandiera)         | D     | Vincenzo Torrente     |
| 3  | Italia (bandiera)         | C     | Augusto Di Muri       |
| 3  | Italia (bandiera)         | C     | Giuseppe Anaclerio    |
| 4  | Italia (bandiera)         | C     | Damiano Moscardi      |
| 5  | Italia (bandiera)         | D     | Stefano Bettella      |
| 6  | Italia (bandiera)         | D     | Massimiliano Tangorra |
| 7  | Italia (bandiera)         | A     | Marco Carparelli      |
| 8  | Italia (bandiera)         | C     | Massimo Mutarelli     |
| 9  | Italia (bandiera)         | A     | Cosimo Francioso      |
| 10 | Italia (bandiera)         | C     | Alessandro Manetti    |
| 11 | Italia (bandiera)         | A     | Pietro Parente        |
| 11 | Costa d'Avorio (bandiera) | C     | Christian Manfredini  |
| 12 | Italia (bandiera)         | P     | Luca Ferro            |
| 13 | Italia (bandiera)         | C     | Alessio Pirri         |
| 13 | Italia (bandiera)         | D     | Angelo Iorio          |
| 14 | Italia (bandiera)         | D     | Carlo Sassarini       |
| 14 | Italia (bandiera)         | D     | Marco Quadrini        |

| N. |                    | Ruolo | Calciatore            |
| -- | ------------------ | ----- | --------------------- |
| 15 | Italia (bandiera)  | D     | Ivan Franceschini     |
| 16 | Italia (bandiera)  | C     | Vincenzo D'Isanto     |
| 17 | Francia (bandiera) | C     | Rodrigue Boisfer      |
| 18 | Italia (bandiera)  | C     | Luca Tabbiani         |
| 19 | Italia (bandiera)  | D     | Eddy Mengo            |
| 19 | Italia (bandiera)  | C     | Alessandro Tagli      |
| 20 | Italia (bandiera)  | D     | Stefano Rossini       |
| 21 | Italia (bandiera)  | D     | Davide Nicola         |
| 22 | Italia (bandiera)  | P     | Domenico Doardo       |
| 23 | Italia (bandiera)  | C     | Gennaro Ruotolo       |
| 24 | Italia (bandiera)  | A     | Alessandro Atzeni     |
| 25 | Italia (bandiera)  | D     | Marco Malagò          |
| 26 | Italia (bandiera)  | A     | Gaetano Grieco        |
| 27 | Italia (bandiera)  | A     | Alessandro Giammello  |
| 28 | Italia (bandiera)  | C     | Giovanni Martusciello |
| 29 | Italia (bandiera)  | C     | Pietro Strada         |
| 30 | Italia (bandiera)  | D     | Paolo Annoni          |

## Risultati

### Campionato

#### Girone di andata
| Arbitro: | P. Rossi (Ciampino) |

|                                  |           |  |
| Francioso 63’ (rig.) Manetti 87’ | Marcatori |  |

| Arbitro: | Bertini (Arezzo) |

|           |           |               |
| Luiso 58’ | Marcatori | 91’ Francioso |

| Arbitro: | Farina (Novi Ligure) |

|                      |           |                                |
| Francioso 89’ (rig.) | Marcatori | 48’ M. Rossi 85’ (rig.) Vukoja |

| Arbitro: | N. Ayroldi (Molfetta) |

|            |           |  |
| Cevoli 14’ | Marcatori |  |

| Arbitro: | Cassarà (Palermo) |

|                                     |           |  |
| Francioso 26’, 77’ Martusciello 62’ | Marcatori |  |

| Arbitro: | Strazzera (Trapani) |

|               |           |  |
| Marazzina 14’ | Marcatori |  |

| Arbitro: | Fausti (Milano) |

|                             |           |  |
| Iv. Franceschini 49’ (aut.) | Marcatori |  |

| Arbitro: | Bazzoli (Merano) |

|             |           |                |
| Ruotolo 87’ | Marcatori | 44’ Castellini |

| Arbitro: | N. Ayroldi (Molfetta) |

|                                   |           |               |
| Scalzo 41’, 45+1’ Florijancic 61’ | Marcatori | 46’ Francioso |

| Arbitro: | Branzoni (Pavia) |

|                |           |            |
| Carparelli 10’ | Marcatori | 51’ Florio |

| Arbitro: | Pirrone (Messina) |

|                           |           |                      |
| Bellini 48’ Ferrarese 76’ | Marcatori | 92’ (rig.) Francioso |

| Arbitro: | Nucini (Bergamo) |

|                                    |           |             |
| Carparelli 12’, 92’ Manfredini 56’ | Marcatori | 58’ Saudati |

| Arbitro: | Cassarà (Palermo) |

|            |           |  |
| Caccia 86’ | Marcatori |  |

| Arbitro: | Pin (Conegliano) |

|                      |           |                |
| Francioso 56’ (rig.) | Marcatori | 76’ Mezzanotti |

| Arbitro: | Bolognino (Milano) |

|  |           |                |
|  | Marcatori | 33’ Carparelli |

| Arbitro: | P. Rossi (Ciampino) |

|                      |           |  |
| Francioso 62’ (rig.) | Marcatori |  |

| Arbitro: | Guiducci (Arezzo) |

|                          |           |  |
| Strada 74’ Francioso 91’ | Marcatori |  |

| Arbitro: | Fausti (Milano) |

|                           |           |  |
| Atzori 11’ Centofanti 37’ | Marcatori |  |

| Arbitro: | Paparesta (Bari) |

|  |           |             |
|  | Marcatori | 53’ Lucenti |

#### Girone di ritorno
| Arbitro: | N. Ayroldi (Barletta) |

|                             |           |                              |
| Grava 39’ Artico 44’ (rig.) | Marcatori | 16’ Francioso 37’ Carparelli |

| Arbitro: | Branzoni (Pavia) |

|                              |           |                         |
| Carparelli 80’ Mutarelli 83’ | Marcatori | 35’ Comandini 73’ Zauli |

| Arbitro: | Zaltron (Bassano del Grappa) |

|                                         |           |               |
| Vukoja 19’ F. Giampaolo 45+4’ Sullo 72’ | Marcatori | 35’ Francioso |

| Arbitro: | Saccani (Mantova) |

|                                        |           |                            |
| Carparelli 12’ Francioso 34’, 55’, 91’ | Marcatori | 8’ Campedelli 30’ Tresoldi |

| Arbitro: | Preschern (Mestre) |

|                    |           |  |
| Guidoni 11’ (rig.) | Marcatori |  |

| Arbitro: | Pellegrino (Barcellona Pozzo di Gotto) |

|                    |           |  |
| Francioso 14’, 77’ | Marcatori |  |

| Arbitro: | Gabriele (Frosinone) |

|                            |           |            |
| Carparelli 66’ Ruotolo 92’ | Marcatori | 83’ Pisano |

| Arbitro: | Messina (Bergamo) |

|  |           |                |
|  | Marcatori | 57’ Carparelli |

| Arbitro: | Soffritti (Ferrara) |

|               |           |  |
| Francioso 62’ | Marcatori |  |

| Arbitro: | Pin (Conegliano) |

|                          |           |                |
| Vignaroli 52’ Brncic 88’ | Marcatori | 66’ Carparelli |

| Arbitro: | Zaltron (Bassano del Grappa) |

|                             |           |           |
| Mutarelli 27’ Francioso 94’ | Marcatori | 63’ Benin |

| Empoli 22 aprile 2000 31ª giornata | Empoli              | 0 – 0 | Genoa | Stadio Carlo Castellani\| Arbitro: \| Collina (Viareggio) \| |
| Arbitro:                           | Collina (Viareggio) |       |       |                                                              |

| Arbitro: | N. Ayroldi (Molfetta) |

|                         |           |                |
| Nicola 28’ Torrente 88’ | Marcatori | 85’ F. Rossini |

| Arbitro: | Fausti (Milano) |

|                         |           |               |
| Fanesi 63’ Chianese 93’ | Marcatori | 43’ Francioso |

| Arbitro: | Treossi (Forlì) |

|                          |           |                     |
| Strada 10’ Mutarelli 70’ | Marcatori | 16’ Hubner 20’ Mero |

| Arbitro: | Zaltron (Bassano del Grappa) |

|  |           |                   |
|  | Marcatori | 2’, 39’ Francioso |

| Arbitro: | Soffritti (Ferrara) |

|           |           |                |
| Pizzi 85’ | Marcatori | 60’ Carparelli |

| Arbitro: | Strzzera (Trapani) |

|                                           |           |                          |
| Moscardi 59’ Francioso 61’ Manfredini 73’ | Marcatori | 38’ Grabbi 51’ Dell'Anno |

| Arbitro: | Bonfrisco (Monza) |

|              |           |                                   |
| Galletti 80’ | Marcatori | 30’, 61’ Carparelli 90’ Francioso |

### Coppa Italia

#### Turno preliminare - Girone 3
| Arbitro: | Soffritti (Ferrara) |

|                    |           |           |
| Francioso 59’, 63’ | Marcatori | 3’ Oldoni |

| Arbitro: | Pin (Conegliano) |

|                |           |               |
| Allegretti 45’ | Marcatori | 37’ Mutarelli |

| Arbitro: | Farina (Novi Ligure) |

|            |           |  |
| Parente 2’ | Marcatori |  |

| Arbitro: | Castellani (Verona) |

|                               |           |                       |
| Vignaroli 31’, 70’ Florio 87’ | Marcatori | 76’ (rig.), 93’ Pirri |

| Arbitro: | Racalbuto (Gallarate) |

|  |           |                            |
|  | Marcatori | 44’ Torrente 92’ Francioso |

| Arbitro: | Collina (Viareggio) |

|                                                                                               |           |                      |
| Moscardi 2’ (rig.) Mutarelli 39’ (rig.) Atzeni 58’ Iv. Franceschini 67’ Carparelli 84’ (rig.) | Marcatori | 47’ (rig.) Tarantino |

#### Secondo turno
| Arbitri: | De Santis (Tivoli) Racalbuto (Gallarate) |

|                             |           |               |
| Oliveira 38’ Mboma 75’, 81’ | Marcatori | 83’ Francioso |

| Arbitri: | Messina (Bergamo) Branzoni (Pavia) |

|             |           |                                        |
| Manetti 69’ | Marcatori | 10’, 61’ Mboma 78’ O'Neill 82’ Corradi |